# Simulium wygoi
Simulium wygoi es una especie de insecto del género Simulium, familia Simuliidae, orden Diptera.

## Taxonomía
Fue descrita científicamente por Coscaron, Ibanez-Bernal & Coscaron-Arias, 1999. Fue publicada en Revision of Simulium (Simulium) in the Neotropical Realm (Insecta: Diptera: Simuliidae). 